# Jefe de Estado Mayor de la Defensa (España)
El jefe de Estado Mayor de la Defensa (JEMAD) es el oficial militar de las Fuerzas Armadas españolas de más alto rango y principal asesor militar del presidente del Gobierno, del ministro de Defensa, del Consejo de Defensa Nacional y del Consejo de Seguridad Nacional. Es la cuarta autoridad militar del país tras el rey, el presidente y el ministro de Defensa, puesto que el secretario de Estado de Defensa y el subsecretario de Defensa no tienen dicha autoridad.
El JEMAD, que es nombrado por el rey a propuesta del presidente del Gobierno tras deliberación del Consejo de Ministros, planea y ejecuta, bajo la autoridad del Ministerio de Defensa, la política operativa militar de España y conduce las acciones militares bajo la dirección del presidente del Gobierno y del propio ministro. Tiene rango de secretario de Estado y ostenta la representación institucional de las Fuerzas Armadas. También es miembro nato del Consejo de Estado.
El jefe del Estado Mayor de la Defensa convoca las reuniones y coordina los esfuerzos del Estado Mayor de la Defensa (EMAD), un cuerpo de mando auxiliar y apoyo al JEMAD compuesto por diferentes oficiales tales como el jefe del Estado Mayor Conjunto (JEMACON), el comandante del Mando de Operaciones (CMOPS), el director del Centro de Inteligencia de las Fuerzas Armadas, el comandante jefe del Mando Conjunto del Ciberespacio, el director del Centro Superior de Estudios de la Defensa Nacional, el almirante de la Flota (ALFLOT), el general jefe del Mando Aéreo de Combate (GJMACOM) y el general jefe de la Unidad Militar de Emergencias.
Actualmente el cargo de jefe del Estado Mayor de la Defensa es Teodoro Esteban López Calderón, anterior jefe del Estado Mayor de la Armada, tras la dimisión de su último titular Miguel Ángel Villarroya Vilalta, que había tomado posesión del cargo el 14 de enero de 2020.

## Historia
La creación del primer Estado Mayor en España se remonta al año 1801 cuando, con motivo de la Guerra de España y Francia contra Portugal, se crea un Ejército al mando de Godoy en el que se incluía un cuadro especial llamado Estado Mayor General, también denominado Estado Mayor de los Ejércitos en Operaciones.
El 9 de junio de 1810 se constituye por primera vez en España el Cuerpo de Estado Mayor, separado completamente de los demás Ejércitos, siguiendo sus jefes y oficiales carreras diferentes. El General Blake fue su primer Jefe. Una vez finalizada la Guerra de la Independencia, por Real Orden de 27 de junio de 1814, Fernando VII suprime el Cuerpo de Estado Mayor. En 1820 se crea por segunda vez, pero su existencia fue corta, y en 1823 vuelve a desaparecer.
En 1837 la experiencia había demostrado la ineficacia de cuantas decisiones se habían adoptado para sustituir al Cuerpo de Estado Mayor y se establece nuevamente la creación del Cuerpo de Estado Mayor para el buen funcionamiento del Ejército. Su nueva organización se aprobó el 1 de enero de 1838 y al frente de éste estaba un director general.
En 1904 aparece el Estado Mayor Central del Ejército, que se suprimió en 1912 volviendo al Cuerpo de Estado Mayor, se volvió a crear en 1916 y se volvió a suprimir en 1925. Durante la II República se suprimió finalmente el Cuerpo de Estado Mayor y se volvió a crear el Estado Mayor Central.
Tras la Guerra Civil, el 31 de agosto de 1939, se crea el Alto Estado Mayor (AEM) con el entonces General de Brigada Juan Vigón al frente. El AEM estuvo activo durante toda la dictadura franquista y parte de la Transición, siendo suprimido el 13 de junio de 1980.
Tres años antes, en 1977, había sido creada la Junta de Jefes de Estado Mayor (JUJEM) como órgano principal del Estado Mayor para asesorar al Presidente y al Ministro de Defensa y cuyo presidente era también el Jefe del Alto Estado Mayor. Este órgano asumió todas las funciones del AEM cuando este fue suprimido.
En 1984, la JUJEM se institucionalizó y se creó el puesto de Jefe de Estado Mayor de la Defensa (JEMAD), suprimiendo el de Presidente de la Junta de Jefes de Estado Mayor. Al mismo tiempo, se creó el Estado Mayor de la Defensa. La JUJEM estuvo vigente hasta 2005, cuando la nueva Ley Orgánica de Defensa Nacional crea el Consejo de Defensa Nacional, para asesorar al Presidente y al ministro de Defensa.

## Funciones
El jefe de Estado Mayor de la Defensa tiene como órgano auxiliar y bajo su jerarquía el Estado Mayor de la Defensa. El jefe de Estado Mayor de la Defensa ejerce, bajo la dependencia del ministro de Defensa, el mando de la estructura operativa de las Fuerzas Armadas y el mando del Estado Mayor de la Defensa. En concreto, sus funciones se dividen según actúe como órgano de asesoramiento al presidente del Gobierno o como máximo comandante militar de las Fuerzas Armadas:
- En sus funciones de apoyo, el jefe de Estado Mayor de la Defensa:
  - Proporciona asesoramiento militar al presidente del Gobierno y al ministro de Defensa.
  - Auxilia al presidente del Gobierno y al ministro de Defensa en la dirección estratégica de las operaciones militares.
  - Propone al ministro de Defensa las capacidades militares adecuadas para ejecutar la política militar.
  - Asesora e informa al ministro de Defensa sobre el régimen del personal militar en lo que afecte a la operatividad de las Fuerzas Armadas y a su participación en organizaciones internacionales, así como sobre las necesidades de personal y enseñanza militar en el ámbito conjunto y en las enseñanzas de Altos Estudios de la Defensa Nacional.
  - Traslada al subsecretario de Defensa los requerimientos en las materias de personal indicadas en el párrafo anterior.

- Como máximo comandante militar de las Fuerzas Armadas:
  - Elabora y define la estrategia militar.
  - Realiza la conducción estratégica de las operaciones militares, bajo la dependencia del ministro de Defensa.
  - Asigna las fuerzas necesarias para las operaciones militares y emite las instrucciones correspondientes.
  - Dirige la participación española en el planeamiento militar aliado y multinacional de nivel estratégico.
  - Transfiere, al mando internacional que corresponda, la autoridad sobre las unidades y elementos designados para operaciones, así como para los ejercicios combinados que determine.
  - Requiere de los jefes de Estado Mayor de los Ejércitos la atribución de mandos y fuerzas necesarias para cada operación así como para cada ejercicio que determine, y procede a la designación de aquellos que sean de su competencia.
  - Asegura la eficacia operativa de las Fuerzas Armadas. A tal fin:
    - Coordina a los jefes de Estado Mayor del Ejército de Tierra, de la Armada y del Ejército del Aire.
    - Imparte a los jefes de Estado Mayor de los Ejércitos las directrices para orientar la preparación de la Fuerza.
    - Supervisa la preparación de las unidades de la Fuerza.
    - Evalúa la disponibilidad operativa de las unidades de la Fuerza mediante la valoración de su grado de alistamiento.

  - Establece las normas de acción conjunta de las Fuerzas Armadas, que se concretan en la «doctrina para las operaciones» o «doctrina militar».
  - Contribuye a la definición de las normas de acción combinada de fuerzas multinacionales.
  - Vela por la moral, motivación, disciplina y bienestar del personal en operaciones y actividades bajo su mando.
  - Propone al ministro de Defensa la creación de las organizaciones operativas permanentes que considere necesarias.
  - Crea las organizaciones operativas de carácter temporal necesarias para cada operación así como para cada ejercicio que determine.
  - Propone al ministro de Defensa medidas encaminadas a la homogeneización de la organización de los Ejércitos para mejorar la eficacia operativa de las Fuerzas Armadas.
  - Propone al ministro de Defensa la unificación de los servicios cuyos cometidos no deban ser exclusivos de un ejército.
  - Ejerce la representación militar nacional ante las organizaciones internacionales de seguridad y defensa.
  - Ejerce la competencia sancionadora y administrativa de las Fuerzas Armadas.

## Titulares
| N.º | Imagen                  | Nombre                           | Rama              | Rango               | Mandato                 | Mandato                       | Presidente del Gobierno                  | Monarca                   |
| --- | ----------------------- | -------------------------------- | ----------------- | ------------------- | ----------------------- | ----------------------------- | ---------------------------------------- | ------------------------- |
| 1   |                         | Ángel Liberal Lucini             | Armada            | Almirante           | 11 de enero de 1984     | 31 de octubre de 1986         | Felipe González (1982-1996)              | Juan Carlos I (1975-2014) |
| 2   |                         | Gonzalo Puigcerver Romá          | Ejército del Aire | Teniente general    | 31 de octubre de 1986   | 18 de mayo de 1990            | Felipe González (1982-1996)              | Juan Carlos I (1975-2014) |
| 3   |                         | Gonzalo Rodríguez Martín-Granizo | Armada            | Almirante           | 18 de mayo de 1990      | 16 de diciembre de 1992†      | Felipe González (1982-1996)              | Juan Carlos I (1975-2014) |
| 4   |                         | José Rodrigo Rodrigo             | Ejército          | Teniente general    | 23 de diciembre de 1992 | 5 de mayo de 1996             | Felipe González (1982-1996)              | Juan Carlos I (1975-2014) |
| 4   | 5 de mayo de 1996       | José Rodrigo Rodrigo             | Ejército          | Teniente general    | 26 de julio de 1996     | José María Aznar (1996-2004)  |                                          | Juan Carlos I (1975-2014) |
| 5   |                         | Santiago Valderas Cañestro       | Ejército del Aire | Teniente general    | 26 de julio de 1996     | José María Aznar (1996-2004)  | 21 de mayo de 1999                       | Juan Carlos I (1975-2014) |
| 5   | General del aire        | Santiago Valderas Cañestro       | Ejército del Aire | 21 de mayo de 1999  | 15 de diciembre de 2000 | José María Aznar (1996-2004)  |                                          | Juan Carlos I (1975-2014) |
| 6   | -                       | Antonio Moreno Barberá           | Armada            | Almirante general   | 15 de diciembre de 2000 | José María Aznar (1996-2004)  | 17 de abril de 2004                      | Juan Carlos I (1975-2014) |
| 6   | -                       | Antonio Moreno Barberá           | Armada            | Almirante general   | 17 de abril de 2004     | 25 de junio de 2004           | José Luis Rodríguez Zapatero (2004-2011) | Juan Carlos I (1975-2014) |
| 7   |                         | Félix Sanz Roldán                | Ejército          | General de ejército | 25 de junio de 2004     | 18 de julio de 2008           | José Luis Rodríguez Zapatero (2004-2011) | Juan Carlos I (1975-2014) |
| 8   |                         | José Julio Rodríguez Fernández   | Ejército del Aire | General del aire    | 18 de julio de 2008     | 21 de diciembre de 2011       | José Luis Rodríguez Zapatero (2004-2011) | Juan Carlos I (1975-2014) |
| 8   | 21 de diciembre de 2011 | José Julio Rodríguez Fernández   | Ejército del Aire | General del aire    | 30 de diciembre de 2011 | Mariano Rajoy (2011-2018)     |                                          | Juan Carlos I (1975-2014) |
| 9   |                         | Fernando García Sánchez          | Armada            | Almirante general   | 30 de diciembre de 2011 | Mariano Rajoy (2011-2018)     | 19 de junio de 2014                      | Juan Carlos I (1975-2014) |
| 9   | 19 de junio de 2014     | Fernando García Sánchez          | Armada            | Almirante general   | 24 de marzo de 2017     | Mariano Rajoy (2011-2018)     | Felipe VI (2014-presente)                |                           |
| 10  |                         | Fernando Alejandre Martínez      | Ejército          | General de ejército | 24 de marzo de 2017     | Mariano Rajoy (2011-2018)     | Felipe VI (2014-presente)                | 2 de junio de 2018        |
| 10  | 2 de junio de 2018      | Fernando Alejandre Martínez      | Ejército          | General de ejército | 14 de enero de 2020     | Pedro Sánchez (2018-presente) | Felipe VI (2014-presente)                |                           |
| 11  |                         | Miguel Ángel Villarroya Vilalta  | Ejército del Aire | General del aire    | 14 de enero de 2020     | Pedro Sánchez (2018-presente) | Felipe VI (2014-presente)                | 26 de enero de 2021       |
| 12  |                         | Teodoro Esteban López Calderón   | Armada            | Almirante general   | 26 de enero de 2021     | Pedro Sánchez (2018-presente) | Felipe VI (2014-presente)                | En el cargo               |